# 方兴湖公园
方兴湖公园，位于中国安徽省合肥市南部方兴大道与包河大道交叉口西北。方兴湖为一人工湖，2013年蓄水。湖面面积0.83平方公里。
方兴湖位于滨湖新区的中轴线上，底部有安徽省第一条湖底隧道—方兴湖隧道，全长820米。方兴湖公园附近的主要建筑有滨湖中心等。